# Apartadó
Apartadó – miasto w Kolumbii, w departamencie Antioquia. W 2010 roku liczyło 111 887 mieszkańców. Siedziba diecezji Apartadó. Znajduje się tu port lotniczy Antonio Roldan Betancourt.